# Albert Adamkiewicz
Albert Adamkiewicz, né à Żerków le 11 août 1850 et mort à Vienne 31 octobre 1921, est un médecin germano-polonais qui a laissé son nom à une artère du corps humain : l'artère radiculaire antérieure d'Adamkiewicz.

## Biographie
Il eut la charge de professeur de pathologie de l'université Jagellonne de Cracovie à partir de 1878.
Il publie La sécrétion des sueurs (1878) et Les vaisseaux sanguins de la moelle épinière chez l'Homme (1882).